# Scutpelecopsis
Scutpelecopsis là một chi nhện trong họ Linyphiidae.